# 黑板樹

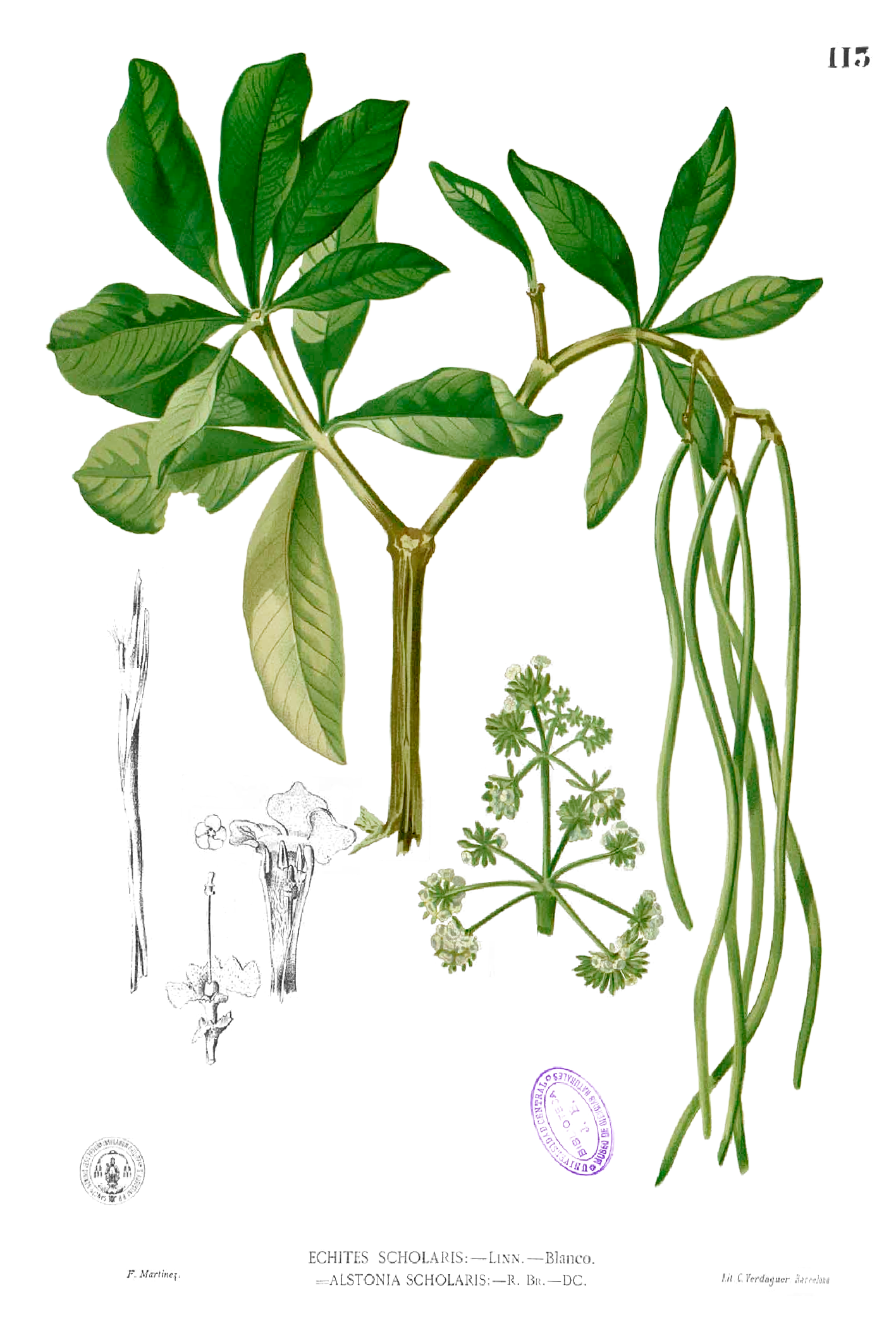

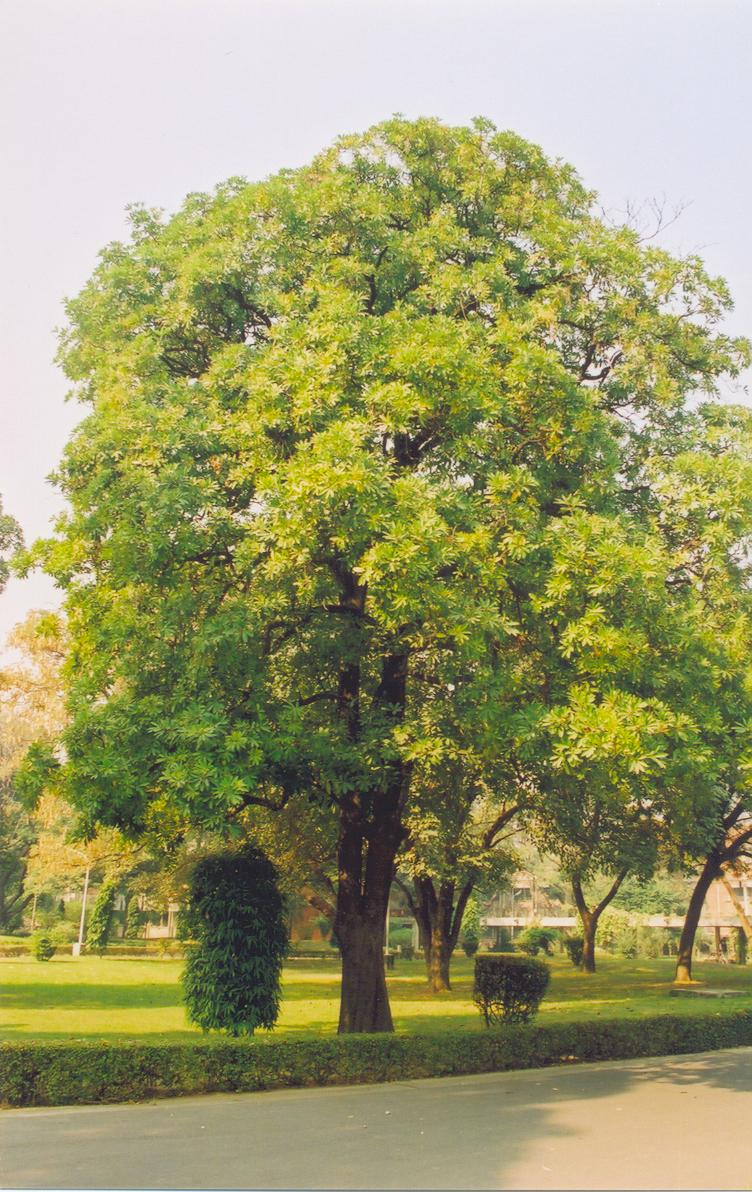
印度理工學院坎普爾分校的黑板樹。

黑板樹（學名：Alstonia scholaris）又稱象皮樹、燈架樹、糖膠樹、乳木、魔神樹等，為夾竹桃科雞骨常山屬的模式種。常綠大喬木，其樹體高大，為具有明顯主幹的喬木，株高15~25公尺，樹冠傘蓋狀，樹幹挺直灰褐色、枝輪生、具白色乳液。葉序為單葉輪生，小葉4~10枚，葉面深綠、葉背淺白色。花是黃白色，花冠徑8~12公分。莢果褐色，長30~60公分細長圓柱形，姿態優美，且不易落葉，對環境適應力強，屬於快速生長的綠化植物。
原產於中國大陸的雲南與廣西兩地、熱帶亞洲（印度次大陸及東南亞）以及澳大拉西亞，在中國的福建、廣東、海南、香港、澳門和臺灣島均有分佈。

## 特性
黑板樹生長快速，約只需3年就可以長到約9公尺高，10年高度可達25-30公尺。從外觀來看樹幹挺直、樹形乾淨素雅，成為園林造景者的喜好。每年11月到12月為開花時期，當花季過去後，可以發現樹上開始掛著一條條長長的果實，好似菜豆，另外其種子也會藉由風力等空中散佈的方式進行傳播。
此樹易種易活，不必每日照顧、不易枯死、無蟲害之虞。但此樹有毒，枝葉折損的地方都會分泌有毒的白色乳汁。中毒時，會有嘔吐、腹瀉、發燒、  噁心、嘴唇紅腫、心跳加快、循環系統障礙等症狀。開花時會散發出強烈的氣味，散出的花粉會誘發枯草熱等過敏症狀。
因黑板樹的樹木材質較脆弱，遇颱風時易折斷，且淺根及生長快速，會破壞人行道鋪面，開花時花內含較高濃度的氧化芳樟醇，使花開時部分人認為其氣味較臭。2016年，中央社報導稱屏東市規劃將其做為行道樹的地方逐漸用其他樹種取代；2019年，廣東東莞市城管局頒布《東莞市城市道路行道樹樹種選擇與種植養護管理指引》，規定黑板樹列入東莞城市道路行道樹慎用樹種，並積極採取噴藥減少花粉與抑制開花時長等措施來降低影響。

## 原產地
黑板樹原產於以下地區：
- 東亞：中國大陸（廣西、雲南）
- 東南亞：柬埔寨、寮國、緬甸、泰國、越南、印度尼西亞、新加坡、馬來西亞、汶萊、菲律賓[8]
- 南亞（印度次大陸）：印度（西孟加拉邦把黑板樹作為州樹）、巴基斯坦、孟加拉、尼泊爾、斯里蘭卡
- 大洋洲：巴布亞新幾內亞、澳大利亞（昆士蘭州）

## 臺灣
該樹種約在日治時期引入臺灣，其木材的材質鬆軟細緻，可為黑板材料，故稱黑板樹。
由於生長快速的特性，容易看出綠化的成果，故為政治人物喜愛。因此一度成為臺灣最常見的路樹樹種，從而被暱稱為政治樹。然而由於部分人認為並倡導宣傳該樹種的木質鬆散易斷枝，不適合颱風易發區的臺灣，花朵有異味，種子容易擴散而搶奪原生樹種的生存空間，因臺灣路樹樹穴普遍狹小，而容易造成路面浮根突起等等問題等各種理由，最後遭到禁止再做為路樹。近來原有的路樹黑板樹也常常被移除改換其他樹種。

## 用途
- 行道樹（舊臺中市[11]，屏東屏鵝公路）
- 防噪音植物[12]
- 製藥（《陸川本草》記載黑板樹根、皮及葉均入藥，能鎮咳、消炎退熱，止血生肌、治瘧疾、氣管炎、百日咳、哮喘、外傷、瘡嫡等病症。[13]）

## 圖片輯
- 莖
- 樹皮
- 葉
- 花
- 果
- 種子

## 外部連結
- 平和國小的黑板樹介紹（页面存档备份，存于）
- 互聯網存檔館的黑板樹介紹
- 中央研究院數位典藏資源網上的黑板樹專題文章（页面存档备份，存于）